# Sotekanalen
58°25′6″N 11°16′0″Ø / 58.41833°N 11.26667°Ø
Sotekanalen, (eller Sote kanal eller Sotenkanalen) er en gravet og sprængt kanal, som ligger indenfor halvøen Ramsvikslandet, længst mod vest  på Sotenäset i Sotenäs kommun i det svenske län Västra Götaland, i landskapet Bohuslän.. 

## Baggrund
Ramsvikslandet adskiltes fra fastlandet da Sotekanalen blev anlagt først i 1930'erne; nu nås øen via en svingbro på den vejen. Kanalen blev anlagt for at skabe en beskyttet sejlrute indenfor den meget  ulykkesramte Sotefjorden. 
Tankerne om  en kanal indenfor  Sotenäset var rejst allerede i slutningen af 1800-tallet. Riksdagen tog beslutning om at bygge kanalen år 1913, men udredningsarbejdet trak ud. Arbejdet med at anlægge kanalen startede først i  1931, og var da blandt andet et led i bestræbelserne for at mindske arbejdsløsheden blandt stenhuggere efter krakket i stenindustrien.
Kanalen  blev indviet den 15. juni 1935 af daværende kronprins Gustaf Adolf.
Dampskibet  "Soten"  havde rute op gennem Sotekanalen op til Bovallstrand. Turen ophørte i  1970'erne.

## Kanalfakta
- Dybde: 4,5 m
- Bredde i klippen: 15,0 m
- Frihøjde under bro: 7,2 m
- Total kanallængde: 4 800 m
- Antal dagsvæk for byggeriet: 212.000

## Eksterne kilder og henvisninger
1. ↑  Kanalbygget på smogenbryggan.se

- Wikimedia Commons har flere filer relateret til Sotekanalen